# 548032 Ensisheim
548032 Ensisheim è un asteroide della fascia principale. Scoperto nel 2010, presenta un'orbita caratterizzata da un semiasse maggiore pari a 3,0672194 au e da un'eccentricità di 0,1455038, inclinata di 10,93739° rispetto all'eclittica.